# Fraile Pintado
Pour les articles homonymes, voir Fraile.
Fraile Pintado est une ville et une municipalité argentine située dans le sud-est de la province de Jujuy et dans le département de Ledesma.

## Toponymie
Son nom provient des images de frères peintes (frailes pintadas) de l'époque coloniale.

## Géographie
Cette ville est située à environ 65 km linéaires au nord-est de la capitale provinciale, avec laquelle elle est communiquée principalement par la route nationale 34 et une branche du chemin de fer General Manuel Belgrano. La route et le chemin de fer sont tous deux reliés aux villes relativement proches de San Pedro de Jujuy et Libertador General San Martín. Le centre historique de Fraile Pintado est situé sur la rive sud du rio Candelaria et à environ 10 km à l'ouest du río San Francisco.
La région est un piémont de contact entre les yungas et du Gran Chaco, le climat est tropical avec des températures diurnes élevées presque toute l'année (en été, surtout pendant les mois de décembre et janvier, les températures absolues peuvent atteindre 46ºC, cependant sporadiquement, dans les nuits d'hiver — juillet et juin — les températures descendent en dessous de 10 ºC).